# Jean Sarkozy

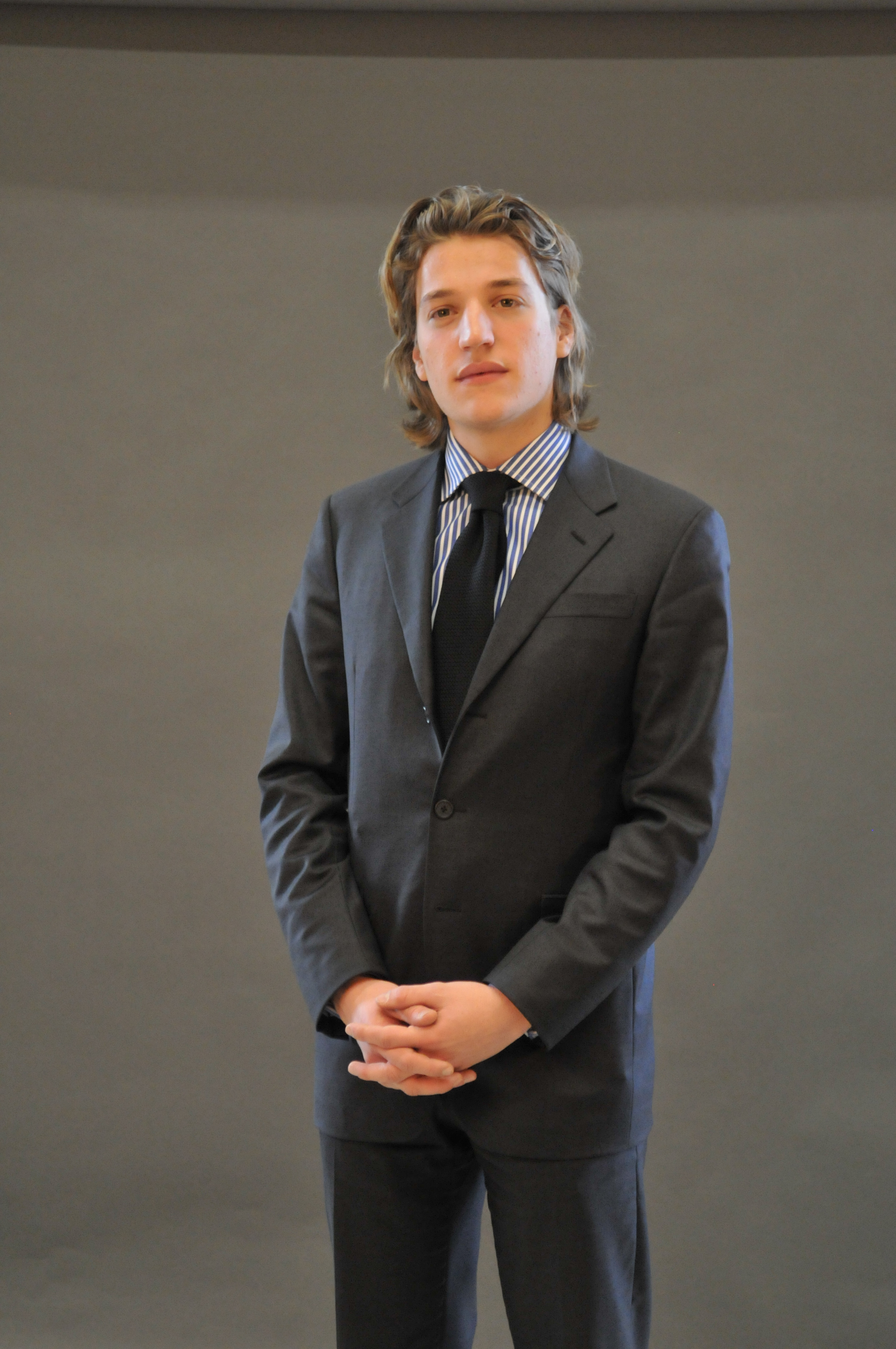
Jean Sarkozy (2008)

Jean Sarkozy (* 1. September 1986 in Neuilly-sur-Seine) ist ein französischer Politiker. Er ist ein Sohn des ehemaligen französischen Staatspräsidenten Nicolas Sarkozy.

## Schule, Studium und Beruf
Seine schulische Laufbahn führte ihn ab 1997 auf die im Pariser Vorort Neuilly-sur-Seine befindliche weiterführende katholische Schule Notre-Dame de Sainte-Croix. 2001 wechselte er dann auf das Lycée Pasteur de Neuilly-sur-Seine, wo er im Juni 2004 mit dem Baccalauréat littéraire (Literatur und Philosophie) abschloss. Die im September 2005 begonnene Classe préparatoire ENS Cachan D1 am Pariser Lycée Turgot setzte er nicht fort. Anschließend nahm er ab September 2006 ein Jura-Studium auf. Begonnen an der Universität Paris-Nanterre wechselte er bald an die Universität Paris I. Die Prüfung des zweiten Studienjahres bestand er erst im dritten Anlauf im September 2009. Er nahm zudem bei Jean-Laurent Cochet, dem Entdecker Gérard Depardieus und Daniel Auteuils Schauspielunterricht.
2013 unterrichtete Sarkozy vertretungsweise Übungen für Unternehmensrecht an der Universität Paris-Est Créteil Val-de-Marne. Seit Ende 2013 soll er, der über einen Master-Abschluss in Privatrecht, aber nicht über eine Zulassung als Anwalt verfügt, als Jurist in einer Anwaltskanzlei beschäftigt sein, bei der sein Vater Teilhaber ist; er selbst gibt dazu keine Auskunft.

## Politik
Jean Sarkozy war, wie einst sein Vater, von März 2008 bis März 2015 Vertreter des ehemaligen Wahlkreises Neuilly-sur-Seine-Sud, eines der reichsten Gebiete Frankreichs, für die UMP im Generalrat. Er war damit bis September 2008 der jüngste Conseiller général Frankreichs, bis er diesbezüglich von der 21-jährigen Clara Dewaele im ehemaligen Wahlkreis Morteaux-Coulibœuf abgelöst wurde. Von Juni 2008 bis 2011 war er Vorsitzender der Fraktion UMP-Nouveau Centre-divers droite im Generalrat, anschließend einer von dessen Vizepräsidenten, zuständig für Sozialpolitik. 2015 kandidierte er nicht wieder für den Départementrat.
Auf seine geplante Ernennung als Chef der Entwicklungsgesellschaft EPAD von La Défense, westlich von Paris gelegen und eines der größten europäischen Geschäftszentren, verzichtete Jean Sarkozy erst nach heftiger öffentlicher Kritik im Oktober 2009. Die Ernennung wurde international kritisiert. Nicolas Sarkozy wurde Vetternwirtschaft vorgeworfen.

## Familie
Jean Sarkozy ist nach dem um ein Jahr älteren Pierre der zweite Sohn Nicolas Sarkozys von seiner ersten Frau Marie-Dominique Culioli. Jean Sarkozy ist seit 2008 mit Jessica Sebaoun, Erbin der Kaufhauskette Darty, verheiratet. Am 13. Januar 2010 wurde der gemeinsame Sohn Solal geboren.

## Sonstiges
Seit Februar 2008 wird Sarkozy mittels eigener Gummipuppe in der TV-Sendung Les Guignols de l’info karikiert.